# Cantonul Abbeville-Sud
Cantonul Abbeville-Sud este un canton din arondismentul Abbeville, departamentul Somme, regiunea Picardia, Franța.

## Comune
| Comune             | Populație (1999) | Cod poștal    | Cod INSEE |
| ------------------ | ---------------- | ------------- | --------- |
| Abbeville          | 24 567 (1)       | 80100 à 80109 | 80001     |
| Bray-lès-Mareuil   | 221              | 80580         | 80135     |
| Cambron            | 710              | 80132         | 80163     |
| Eaucourt-sur-Somme | 376              | 80580         | 80262     |
| Épagne-Épagnette   | 552              | 80580         | 80268     |
| Mareuil-Caubert    | 890              | 80132         | 80512     |
| Yonval             | 211              | 80132         | 80836     |